# Norbert Ratsirahonana
Norbert Lala Ratsirahonana (né le 18 novembre 1938 à Antsiranana) est un juriste et homme d'État malgache.

## Biographie
Il fonde et dirige le parti Asa Vita no Ifampitsarana, dans l'opposition au président Didier Ratsiraka. Lui et son parti font partie de la grande coalition qui élit Albert Zafy à la présidence en 1993. Ratsirahonana devient alors président de la haute cour constitutionnelle.
Le 28 mai 1996, quand le premier ministre d'alors est déposé par le parlement par l'échec d'un vote de confiance, Zafy nomme Ratsirahonana à ce poste. Mais peu après, Zafy est destitué de ses fonctions le 5 septembre 1996 et Ratsirahonana devient président intérimaire de la république. Il est candidat à l'élection présidentielle le 3 novembre 1996, à laquelle il arrive quatrième en nombre de voix après Ratsiraka, Zafy et Herizo Razafimahaleo, avec 10,14 % des voix,.
Ratsirahonana se rallie au candidat Zafy au second tour, le 29 décembre, mais Ratsiraka l'emporte de justesse ; Ratsirahonana quitte ses fonctions présidentielles lors de l'investiture de Ratsiraka le 9 février 1997. Douze jours plus tard, il perd aussi son poste de premier ministre quand Ratsiraka y nomme un de ses alliés. Le AVI devient le principal parti d'opposition, malgré un rôle faible, gagnant 13 des 150 sièges aux élections législatives de 1998.
Ratsirahonana devient président du Comité exécutif national du groupe Panorama, coalition d'opposition en septembre 1997.
En 2001, Ratsirahonana participe à l'élection présidentielle en soutenant la candidature de Marc Ravalomanana.
Il est nommé comme « ambassadeur itinérant » du président sous le régime de Ravalomanana. En 2006, Ratsirahonana quitte ce poste ; en août de la même année, il annonce sa candidature à l'élection présidentielle de 2006. Selon les résultats officiels, il reçoit 4,22 % des suffragess et prend la cinquième place en nombre de suffrages. Son meilleur résultat est dans la province de Tananarive où il reçoit 7,14 % des suffrages.